# Samuel Galindo
Pour les articles homonymes, voir Galindo (homonymie).
Samuel Galindo, né le 18 avril 1992 à Santa Cruz de la Sierra, est un footballeur international bolivien qui évolue au poste de milieu de terrain au Real Tomayapo.

## Biographie
Ancien capitaine des - de 17 et des moins de 19 ans, il est arrivé à Arsenal pour un montant de 650 000€ en 2009, alors qu’il jouait pour les juniors du Club Real América en Bolivie. Le joueur est immédiatement prêté à Salamanque. La saison d’après, il part encore en Espagne, mis à la disposition du Gimnàstic de Tarragona. En 2012, il est prêté à Lugo, club de Liga Adelante. Avant de signer pour Arsenal, le joueur intéressait le Real Madrid, la Fiorentina et Everton.

## Statistiques
| Saison                | Club                   | Championnat           | Championnat | Championnat | Coupe(s) nationale(s) | Coupe(s) nationale(s) | Compétition(s) continentale(s) | Compétition(s) continentale(s) | Compétition(s) continentale(s) | Bolivie | Bolivie | Total | Total |
| Saison                | Club                   | Division              | M.          | B.          | M.                    | B.                    | Comp.                          | M.                             | B.                             | M.      | B.      | M.    | B.    |
| 2009-2010             | Arsenal                | Premier League        | -           | -           | -                     | -                     | -                              | -                              | -                              | 1       | 0       | 1     | 0     |
| 2010-2011             | UD Salamanca           | Segunda División      | 7           | 0           | -                     | -                     | -                              | -                              | -                              | -       | -       | 7     | 0     |
| 2011-2012             | Gimnàstic de Tarragona | Segunda División      | 12          | 0           | -                     | -                     | -                              | -                              | -                              | 1       | 0       | 13    | 0     |
| 2012-2013             | CD Lugo                | Segunda División      | 5           | 0           | 1                     | 0                     | -                              | -                              | -                              | -       | -       | 6     | 0     |
| Total sur la carrière | Total sur la carrière  | Total sur la carrière | 24          | 0           | 1                     | 0                     | -                              | -                              | -                              | 2       | 0       | 27    | 0     |